# Bewegungstherapiegerät
Therapeutische, motorbetriebene und softwaregesteuerte Bewegungstherapiegeräte werden vermehrt in der Rehabilitation und der Arbeit mit Behinderten zur Unterstützung der Physiotherapie und der medikamentösen Therapie eingesetzt. Sie werden hauptsächlich bei Patienten mit neurologischen (z. B. Schlaganfall oder Multiple Sklerose) bzw. neuromuskulären (z. B. Muskeldystrophien) Krankheiten oder körperlicher Behinderung eingesetzt. Bewegungstherapiegeräte können sowohl in Einrichtungen als auch privat zu Hause eingesetzt werden. Bei den meisten Bewegungstrainern ist inzwischen ein Motor eingebaut, wodurch nicht nur aktives, sondern auch passives Training möglich wird.

## Indikationen
Bewegungstherapiegeräte werden bei Lähmungserscheinungen oder neuromuskulären Erkrankungen mit weitgehendem Funktionsverlust der Bein- und/oder Armbeweglichkeit angewandt. Aufgrund der Erkrankung treten diese Bewegungsdefizite hauptsächlich bei Patienten mit Multipler Sklerose, Apoplex (Schlaganfall), Querschnittlähmung, spastischer Lähmung, Muskelerkrankungen, Schädel-Hirn-Trauma, Cerebralparese, Hemi-, Para- oder Tetraplegie, Parkinson-Krankheit, Spina bifida, Polyneuropathie, Guillain-Barré-Syndrom, Poliomyelitis, Muskeldystrophie, Amyotrophe Lateralsklerose (ALS) etc. oder bei Immobilität aufgrund orthopädischer Erkrankungen und allgemeinem Bewegungsmangel auf. Außerdem werden Bewegungstherapiegeräte vermehrt in der Kardiologie, der Dialyse und auf Intensivstationen eingesetzt. Mittlerweile werden die Bewegungstrainer auch bei orthopädischen, rheumatischen, kardiologischen und geriatrischen Patienten eingesetzt.
Spezielle fremdkraftbetriebene Bewegungstherapiegeräte sind ein von der Krankenkasse anerkanntes Hilfsmittel und somit im Hilfsmittelverzeichnis der gesetzlichen Krankenkassen aufgeführt. Der Einsatz von Therapierobotern zur Kostenersparnis bei der Physiotherapie kann ebenfalls ein Bewegungstherapiegerät sein.

## Therapienutzen
Der Nutzen von Bewegungstherapiegeräten liegt darin Folgen von Bewegungsmangel (z. B. Durchblutungsstörungen, Gelenkversteifungen, Muskelabbau und Verdauungsprobleme etc.) zu lindern, die Gehfähigkeit zu erhalten oder zu verbessern, die Muskulatur zu locken und auch Spasmen zu reduzieren, Restmuskelkräfte zu entdecken und zu fördern und die Psyche und das Wohlbefinden zu stärken.

## Aktiv-Training
Beim ergometerähnlichen Aktiv-Training tritt die Person am Gerät mit eigener Muskelkraft gegen einen fein einstellbaren Bremswiderstand. Während des aktiven Trainings sind bei einigen Bewegungstrainern verschiedene Formen des Biofeedbacks möglich. Dies kann beispielsweise in Form von Distanz, Leistung, Energieumsatz oder Symmetrie (zeitgleiche Anzeige der Aktivleistung getrennt für die rechte und linke Seite) der Beine oder Arme, dargestellt werden. Diese Biofeedbacks dienen sowohl der Motivation als auch der Überprüfung der Trainingswerte (z. B. der Symmetrie der Beinbewegung zum Ausgleich von Rechts-Links-Defiziten). Dies ist z. B. für die Arme mit Unterstützung von Robotern erprobt worden.

## Assistiv-Training (Motorunterstütztes Aktiv-Training)
Mit Hilfe des Assistiv-Trainings (motorunterstütztes Aktiv-Training) können auch Anwender mit geringen Eigenkräften selbst aktiv (mit Motorunterstützung) trainieren. Die Anwender bringen ihre vorhandene Muskelkraft ein und mit Hilfe des Motors und einer speziellen Software kann in vielen Fällen eine Beschleunigung der Pedale erreicht werden. Patienten im Rehabilitationsprozess können bereits früh beginnen, auch geringste Muskelkraft selbst einzusetzen und zu fördern. Vor allem für Schlaganfallbetroffene spielt das assistive Training eine große Rolle. Um auch bei einseitigem Treten einen harmonischen Rundlauf zu garantieren, ersetzt der Motor sozusagen die schwachen Gliedmaßen. Dadurch wird verhindert, dass der Trainierende sich falsche Bewegungsmuster aneignet.

## Passiv-Training
Zum Aufwärmen oder bei fehlender Muskelkraft kann im Passiv-Modus trainiert werden. Dabei bewegt der Motor die Beine bzw. Arme des Trainierenden. Vor allem bei spastischen Lähmungen und als Vorbereitung auf eine Physiotherapie wirkt sich diese passive Gymnastik sehr positiv aus. Die Beine (oder Arme) können gelockert werden, der Muskeltonus kann sich regulieren und senken. Bei einer einschießenden Spastik erkennt der Bewegungstrainer die Blockade und löst diese durch einen sanften Drehrichtungswechsel. Auch im Passiv-Modus kann der Bewegungstrainer ein Biofeedback anzeigen, welches Informationen über den Muskeltonus liefert. Natürlich kann der Trainierende jederzeit vom passiven in aktives Training übergehen. Hierzu sind keine weiteren Voreinstellungen mehr nötig.

## Unterschiede zu Fahrrad-Ergometern
Bewegungstrainer sind sowohl passiv – mit Motorunterstützung – als auch aktiv – mit eigener Muskelkraft – nutzbar. Dadurch ist das Training mit einem Bewegungstrainer auch mit geringsten Restmuskelkräften möglich. Mit der entsprechenden Ausstattung können neben den Beinen auch die Arme trainiert werden. Das im Bewegungstrainer integrierte Symmetrietraining ermöglicht dem Trainierenden ein gezieltes Koordinationstraining zum Muskelaufbau. Zusätzlich wird es zur Vorbeugung und Vermeidung von Schonhaltungen eingesetzt. Im Unterschied zu Fahrrad-Ergometern wird die Bewegung mit einem Bewegungstrainer durch eine elektronische Schwungscheibe unterstützt, die unabhängig vom Grad der Behinderung einen harmonischen Rundlauf garantiert. Der Leistungsbereich des Bewegungstrainers startet bei 0 Watt. Fahrrad-Ergometer starten meist erst bei 20 Watt, was für Menschen mit geringer Muskelkraft bedeutet, dass sie nicht an einem Ergometer trainieren können. Außerdem kann der Trainierende beim Training mit einem Bewegungstrainer auf einem Stuhl oder im Rollstuhl sitzen bleiben.